# Stânca Grunzii
Stânca Grunzii (monument al naturii) este o arie protejată de interes național ce corespunde categoriei a III-a IUCN (rezervație naturală de tip geologic), situat în județul Alba, pe teritoriul administrativ al comunei Șugag. 

## Localizare
Aria naturală se află în partea sudică a județului Alba (în bazinul superior al Sebeșului, între Munții Cindrelului și Șureanu) și cea nordică a satului Tău Bistra, în imediata apropiere a șoselei Transalpina (DN67.

## Descriere
Rezervația naturală a fost declarată arie protejată prin Legea Nr. 5 din 6 martie 2000 publicată în Monitorul Oficial al României Nr. 152 din 12 aprilie 2000 (privind aprobarea Planului de amenajare a teritoriului național - Secțiunea a III-a -  arii protejate) și ocupă o suprafață de 0,20 hectare.
Aria protejată suprapusă sitului Natura 2000 - Frumoasa, reprezintă o stâncă (formațiune geologică constituită din roci de calcare și dolomite calcaroase) rezultată  în urma mai multor procese de eroziune (îngheț-dezgheț, vânt, spălare, șiroire) desfășurate de-a lungul timpului.